# William Cornelius Van Horne
William Cornelius Van Horne (Frankfort, Illinois, Estados Unidos, 3 de febrero de 1843 - Montreal, Canadá,11 de septiembre de 1915), que fue caballero comendador de la Orden de San Miguel y San Jorge, era un ejecutivo ferrovial norteamericano. Fue presidente del Canadian Pacific Railway Ltd. (compañía que opera el Canadian Pacific Railway) entre 1889 y 1899.